# Flubromazepam
Flubromazepam ist eine chemische Verbindung aus der Gruppe der Benzodiazepine, die 1960 erstmals synthetisiert wurde. Seit 2012 wird es illegal als Designerdroge verkauft. Die Verbindung hat eine extrem lange Halbwertszeit von mehr als 100 Stunden. Ein Nachweis im Urin ist noch 28 Tage nach Einnahme möglich.  In Deutschland ist die Verbindung seit 2015 in der Anlage II des Betäubungsmittelgesetzes aufgeführt.